# 北京第二外国语学院
北京第二外国语学院（英語：Beijing International Studies University，缩写），简称二外、北二外，是中国一所以外语学科为基础，旅游学科为特色，文学、经济学、管理学、法学等多学科共同发展的教学型大学。学校创建于1964年，校训为明德、勤学、求是、竞先，是中國语言类重点大学之一，也是中国旅游界的最高学府。北京第二外国语学院占地面积22.3万平方米，培養中国经济、社会发展外事、旅游、经贸等方面的国际性、应用型人才。中國外交部部长王毅、商务部部长高虎城均为北二外校友。

## 历史沿革
- 1964年秋，北京第二外国语学院在中国国务院总理周恩来的亲自批文下正式成立，由对外文化联络委员会主管。[1]
- 1964年9月14日，首批学生646人正式上课。[1]
- 1964年10月24日，北京第二外国语学院举行成立大会，并将该日定为校庆日。郭沫若为学院题写校名。[1]
- 1966年6月7日，因文化大革命全校停课。[1]
- 1966年7月，周恩来总理5次来到学校，看大字报，听辩论会，向师生员工发表讲话，并与师生一道在学生食堂用餐。其间，陈毅副总理、李先念副总理也来到学校探望师生。
- 1967年底至1968年底，在校学生仅剩下522人。[1]
- 1968年对外文委撤销，北京第二外国语学院由外交部代管。[1]
- 1971年，根据教育部下发的《外语院校（系）为全国承担培养任务的意见》，学院复课招生。[1]
- 1971年10月，北京第二外国语学院划归北京市政府领导，北京语言学院并入二外（后于1972年10月脱离二外复校）。[1]
- 1976年4月，为响应“四·五”运动，二外汉语教研室教师成立文学小组，搜集、编辑并整理悼念周总理的诗文，以“童怀周”的名义出版《革命诗抄》、 《天安门诗文选》等文学刊物，发行量逾百万，在国内外产生重大影响。[1]
- 1978年2月，根据国务院下发的《国务院转发教育部关于恢复和办好全国重点高等学校的报告》的规定，北京第二外国语学院由教育部、北京市双重领导，以教育部为主。[1]
- 1979年，二外建立其本科分院，设英语、日语、法语三个专业。该分院于1983年划归北京联合大学，更名北京联合大学旅游学院。[1]
- 1981年7月，根据国家旅游局和二外签署的协议书，学院成立了旅游系，招收四年制本科生，设导游翻译（英、日、德三个语种）和旅游经济管理两个专业，1981年和1982年共招收3100名学生。[1]

北京第二外国语学院校园2014年6月

- 1981年7月，二外经教育部批准成立隶属对外经济贸易部的外经系，并于次年9月招收了第一批学生共51名。[1]
- 1982年1月，二外被国务院学位委员会确定为首批有学士学位授予权的高校。当年毕业生362人全部获得学士学位。[1]
- 1983年3月，根据国家文件，二外正式从教育部、国家旅游局、对外经济贸易部三局共管的局面改为划归国家旅游局领导、管理至2000年2月。
- 1985年10月，北京第二外国语学院挂出“中国旅游学院”校牌，从此两块校牌并列挂出。[1]
- 1989年7月18日，中共中央总书记江泽民在国家教委主任李铁映、副主任朱开轩、国家旅游局局长刘毅等陪同下到二外视察工作并发表讲话。[1]
- 1997年3月17日，中共中央政治局常委、国务院副总理李岚清在国家旅游局局长何光暐等国家部委领导的陪同下到二外视察工作并作了重要讲话。 [1]
- 1997年10月24日，经北京市专家组严格检验，二外文明校园建设一次性达标，被市教工委、教委正式授予“文明校园”荣誉称号。[1]
- 2004年，校园进行大规模翻新、改造与新建工程。为表达对周恩来总理的怀念，师生募捐在校园里竖立起了周总理的半身雕像，并将该雕像朝向的大楼按照总理的字命名为“翔宇楼”。
- 2007年8月，原二外院长杜江调任国家旅游局副局长。目前，二外校长由曾任北京外国语大学校长副校长、党委副书记的周烈担任。
- 2009年10月，北京第二外国语学院举行隆重的45周年校庆活动。
- 2010年5月，首都经济贸易大学党委副书记冯培调任北京第二外国语学院党委书记。
- 2016年7月，冯培调任首都经济贸易大学党委书记[2]。

## 学科体系

### 院系设置
截至2013年10月，北京第二外国语学院设有如下主要教学科研机构：
语言文学类
- 英语学院：教学体系建立于1964年，下设英语语言文学系、跨文化交际系、翻译系和应用英语系。[4]
- 日语学院：教学体系建立于1964年，于2009年成为独立学院，下设语言文学系、翻译系、跨文化交际和商贸系。[5]
- 俄语系：俄语系前身为1964年建校时的东欧语系，于1971年招收首批俄语学员，1999年正式建系。[6]
- 德语系：教学体系建立于1964年，于1999年底独立成系。[7]
- 法意语系：教学体系建立于1964年。[8]
- 西葡语系：教学体系建立于1964年，于1999年底独立成系。[9]
- 阿拉伯语系：教学体系建立于1964年。[10]
- 亚洲学院：前身为2015年成立的东方语学院，于2018年12月正式改组为亚洲学院。其在原朝鲜语系基础上建立，设有朝鲜语系、西亚与南亚语系、中亚语系（筹）三个系。现开设朝鲜语、印地语、土耳其语、希伯来语、波斯语5个专业，并计划陆续增加塔吉克语、土库曼语、亚美尼亚语、格鲁吉亚语、阿塞拜疆语5个语种。[11]
- 翻译学院：学院成立于2006年。[12]
- 国际传播学院：学院成立于1995年，由始建于1964年的汉语教研室发展而来，下设汉语言文学系、对外汉语系和新闻系。[13]
- 汉语学院：源于1992年创建的对外汉语培训中心，是面向国际留学生的教学单位，1996年11月更名为国际文化交流学院，2009年12月，原国际文化交流学院更名为汉语学院。[14]

经管政法类
- 旅游管理学院：学院成立于1999年，由1981年建立的旅游系发展而来。目前下设旅游管理系。[15]
- 酒店管理学院：学院成立于2013年7月，由原旅游管理学院酒店管理专业组成。
- 国际商学院：学院成立于2013年7月，整合原旅游管理学院财务管理系与市场营销系教学资源。[16]
- 经济与会展学院：学院成立于2013年7月，由1982年外经贸部在全国外语院校中第一个设立的“对外经济合作”专业发展而来，下设国际经济与贸易系、金融系、会展经济与管理系与贸易经济系。[17]
- 法政学院：学院成立于2003年，下设法学系、国际政治系、国际关系与政治系。[18]

研究所
- 应用英语学院：学院成立于2010年9月，前身为英语教学部，下设外国语言学及应用语言学研究所。[19]
- 旅游发展研究院：原旅游科学研究所，成立于1984年3月，为经国家教委批准的旅游管理(规划方向) 硕士研究生点，主要研究方向分别为：旅游市场营销学、旅游资源学、旅游经济学、旅游管理学、景观学、园林学、城市规划与设计、旅游环境保护、旅游社会学、旅游法学、旅游教育与培训等。[20]
- 跨文化研究院[21]
- 国家文化发展国际战略研究院：成立于2010年12月，是国家文化部文化体制改革工作领导小组办公室与北京第二外国语学院在双方签署的《全方位战略合作协议》框架下，共同建设的学术型研究机构。[22]
- 中国翻译行业发展战略研究院：是依托中国翻译协会行业资源和北京第二外国语教研资源组成的中国翻译行业专业研发机构。[23]

学校另设有继续教育学院，源于1996年建立的成人教育学院，开设成人学历教育、中外合作及校企合作等办学项目；教育信息咨询中心和留学培训中心（原国际教育学院）及中瑞酒店管理学院则独立面向社会招生。

### 专业设置

#### 本科生
截至2013年，北京第二外国语学院拥有文学士、管理学学士、经济学学士与法学士四个本科学位授予权，面向国内开设专业：
| - 文学 英语专业 商务英语专业 翻译专业 俄语专业 德语专业 法语专业 西班牙语 阿拉伯语专业 日语专业 朝鲜语专业 葡萄牙语专业 新闻学专业 汉语言文学专业 汉语国际教育（对外汉语）专业 | - 管理学 市场营销专业 财务管理专业 旅游管理专业 酒店管理专业 会展经济与管理专业 - 经济学 金融学专业 国际经济与贸易专业 贸易经济专业 - 法学 法学专业 国际政治专业 国际事务与国际关系专业 |

#### 研究生
截至2014年，北京第二外国语学院拥有外国语言文学硕士、中国语言文学硕士、管理学硕士、应用经济学硕士等4个一级学科硕士学位授予权，面向国内开设专业如下：
| - 中国语言文学 中国古代文学 中国现当代文学 比较文学与世界文学 语言学及应用语言学 - 哲学 美学 - 外国语言文学 英语语言文学 外国语言学及应用语言学 俄语语言文学 法语语言文学 德语语言文学 日语语言文学 阿拉伯语语言文学 | - 外国语言文学（续） 亚非语言文学（韩国语） 西班牙语语言文学：2014年新开设专业 - 管理学硕士 企业管理 旅游管理 饭店管理：2014年新开设专业 会展管理：2014年新开设专业 - 应用经济学硕士 金融学 会计学 国际贸易学 国际文化贸易：2014年新开设专业 |

另，经国务院学位办批准，北京第二外国语学院为翻译硕士(MTI)、工商管理硕士(MBA)、旅游管理硕士(MTA)等3个专业学位研究生的培养单位。2014年新开设德语口译、法语口译及俄语口译3个专业。

## 校园文化

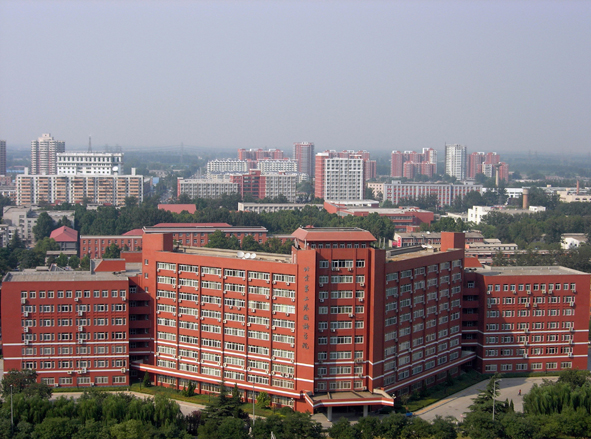
北京第二外国语学院南门全景

### 学生社团
- 校会：全称为北京第二外国语学院学生联合会
- 校团委

- 青年志愿者协会
- 青年成就

- 大学生艺术团
- 翔宇东方新闻社

- 二外广播台“二外之声”
- 二外电视台
- 二外新闻网

- 社团联合会

- 绿色使者协会：成立于1996年
- 司南话剧社：成立于1998年，设有年度话剧专场
- 潮鸣配音社：成立于2008年，
- 中文辩论协会
- 英语交流协会
- 国学社
- 传统文化社
- 兰亭书画社
- 名茶协会
- Career就业指导社团
- 未成年动漫社：成立于2003年，致力于推广国产动漫和cosplay同人文化
- 欧洲文化风情社

### 精品活动
- 迎新晚会
- 中文辩论赛
- 德语国家文化节
- “红模仿”大型文艺晚会
- 法意文化周
- “无冬之夜”社团文化节
- 圣诞元旦晚会
- 俄语国家文化节
- 日语学院“红白歌会”
- 校园十佳歌手大赛
- 西葡语系“西葡文化周”
- 青奕论坛
- 归去来文化季

## 二外人物

### 知名校友
- 王毅，日语系1982届毕业生，中共中央政治局委员，中央外事工作委员会办公室主任， 中华人民共和国外交部部长 (2013年3月至2022年12月，2023年七月至今)，曾任国务委员、中国共产党中央委员会台湾工作办公室和国务院台湾事务办公室主任，曾是中国驻日本国特命全权大使。
- 王宪举，俄语系1974年届校友，曾任任新华社、中国青年报、光明日报驻莫斯科首席记者，中国驻白俄罗斯使馆参赞。
- 高虎城，法语系1975届毕业生，中华人民共和国商务部部长 (2013年3月至2017年2月)，毕业后出国留学。
- 陈健，西班牙语专业77届毕业生，前中华人民共和国商务部副部长 (2008年3月至2013年6月)
- 刘洪才，日语系1975届毕业生，中共中央对外联络部副部长 (2015年3月至今)，前中国驻朝鲜大使，原中联部副部长，现兼任北京第二外国语学院名誉教授
- 常振明，日语系1983届毕业生，中国中信集团董事长兼总经理，曾任中国建设银行行长。
- 马玲，日语系1983届毕业生，时事评论员，作家。
- 盖志新，法语系1978届毕业生，前中国国旅集团董事长，前国旅总社总裁、党委副书记，前中国旅行社协会会长。
- 张吉龙，英语系1975届毕业生，亚洲足球联合会副主席、中国足协副主席，曾任北京奥组委体育部部长、国家体育总局足球管理中心副主任、亚足联技术委员会主任、国际足联2006世界杯组委会委员
- 宫万春，英语系1979届毕业生, 中国旅行社总社总经理、中国旅行社协会副会长
- 庞玉良， 旅游经济管理专业1988届毕业生，林德国际物流集团创办人，2007年出资10亿元买下德国帕希姆国际机场。
- 胡安，英语系1977届毕业生，导演，曾执导电影《西洋镜》、《美人依旧》。
- 赵立凡，英语系69届毕业生，中央电视台副总编辑、高级记者、中国书法家协会理事、中央电视台书画院院长、央视网总顾问。
- 周轶君，阿拉伯语系1998届毕业生，曾任新华社驻巴以地区记者，成为唯一常驻加沙的国际记者，2006年进入香港凤凰卫视任职。
- 舒畅，英语系2008届毕业生，影视演员、歌手。
- 刘振堂，阿拉伯语系1969届毕业生，资深外交官，中国前驻黎巴嫩、伊朗大使。
- 吴思科，阿拉伯语系1969届毕业生，曾任外交部办公厅秘书，亚非司处长、副司长、司长。2000年至2007年先后担任驻沙特阿拉伯大使、驻埃及大使兼驻阿拉伯国家联盟全权代表，后任全国政协委员、全国政协外事委员会委员，2009年3月起任中国中东问题特使
- 钱进，国际贸易系1998届毕业生，资深外交官，现任外交部新闻司副司长。曾任驻纽约总领事馆代理总领事（大使衔）[33]
- 毋点点，国际传播学院2009届毕业生，文化大使，美国哥伦比亚大学文学硕士，美国钢琴家协会会员，全球最大出版集团兰登书屋（Random House）纽约总部中文编辑，《非诚勿扰》人气男嘉宾，演员。
- 黄继新，国际贸易系2000届毕业生，知乎网站联合创始人之一。
- 付饶， 俄语系2009届毕业生，现任CCTV俄语频道主播。

### 知名教授
- 戴宗显，曾任英语系主任，国贸院英语老师，曾和杨澜联合主持最早2期的正大综艺节目。
- 谢利霖 Robert Char，曾任国贸院美国商法老师，中美航空界资深顾问，中欧商学院客座教授，父亲曾任美国Hawaii州旅游局长。以尖锐严厉的授课而著名，每年每个班必有一名以上女生因为回答不出问题而逼哭。美籍华裔，客家人。被誉为国贸院唯一传授了真正实践知识的老师。

### 历任校长
- 注，姓名右侧为就任时间。
- 李昌 1964.10 —文革期间
- 唐恺 1979.03—1983.09
- 张道一 1983.11—1987.04
- 韩克华 1987.04—1989.01
- 李先辉 1989.01—1991.08
- 常殿元 1991.08—1999.12
- 杜江 1999.12—2006.04
- 周烈 2008.04—2014.11
- 曹卫东 2014.11— 2017.04
- 计金标 现任[34]

## 延伸阅读
- 北京第二外国语学院官方网站 （页面存档备份，存于）
- 情浓二外（非官方论坛）
- 北京第二外国语学院学院概况
- 北京第二外国语学院校志（1994-2003）
- 北京第二外国语学院图书馆 （页面存档备份，存于）
- 北京旅游发展研究基地